# Roger Anger
Roger Anger (Parigi, 24 marzo 1923 – Vaison-la-Romaine, 15 gennaio 2008) è stato un architetto francese.
Ha realizzato la città di Auroville, luogo intesa per essere una città universale, dove uomini e donne di ogni nazione, di ogni credo, e di ogni tendenza politica possono vivere in pace ed in armonia. Lo scopo di Auroville è quello di realizzare l'unità umana.